# Gare de Rue
La gare de Rue est une gare ferroviaire française de la ligne de Longueau à Boulogne-Ville, située à 600 mètres du centre du bourg de Rue, dans le département de la Somme, en région Hauts-de-France.
Elle est mise en service en 1847 par la Compagnie du chemin de fer d'Amiens à Boulogne, avant de devenir une gare de la Compagnie des chemins de fer du Nord.
C'est une gare de la Société nationale des chemins de fer français (SNCF), desservie par des trains régionaux (TER Hauts-de-France).

## Situation ferroviaire
Établie à 7 mètres d'altitude, la gare de Rue est située au point kilométrique 198,892 de la ligne de Longueau à Boulogne-Ville, entre les gares ouvertes de Noyelles-sur-Mer et de Rang-du-Fliers - Verton (s'intercalent, côté Paris, la gare fermée de Ponthoile-Romaine, et, côté Boulogne, celles de Quend - Fort-Mahon — fermée — et de Conchil-le-Temple — cette dernière restant néanmoins ouverte au service fret —).

## Histoire
La « station de Rue » est mise en service le 21 décembre 1847 par la Compagnie du chemin de fer d'Amiens à Boulogne lorsqu'elle ouvre à l'exploitation la section d'Abbeville à Neufchâtel, en prolongement de la première section d'Amiens à Abbeville de sa ligne d'Amiens à Boulogne qu'elle ouvre dans sa totalité de la ligne le 17 avril 1848. Dans un guide de l'époque, elle est décrite comme : « de vaste et belle, c'est un petit château, ma foi ! ». Comme plusieurs gares de la ligne (Picquigny, Hangest, etc.), elle disposait alors d'une marquise, couvrant les deux voies à quai, et d'une annexe dotée d'une seconde salle d'attente faisant face au bâtiment principal. Ce bâtiment voyageurs de trois travées, au toit à deux versants flanqué de deux ailes basses, constitue le seul vestige des installations d'origine.
En 1851, elle devient une gare de la Compagnie des chemins de fer du Nord, lorsque celle-ci accepte une fusion absorption avec la compagnie primitive qui ne peut résister à la concurrence de sa grande rivale.
Le 11 décembre 2011, la mise en place du cadencement entraîne la suppression du statut de gare terminus de certains trains régionaux en provenance d'Amiens, en contrepartie du report à Calais de la destination de la majorité desdits trains continuant au-delà d'Abbeville.
Selon les estimations de la SNCF, la fréquentation annuelle de cette gare s'élève à 191 427 voyageurs en 2023, contre 105 527 en 2019. Cette hausse s'explique[réf. souhaitée] par l'augmentation de près de 35 % du nombre de dessertes ferroviaires en décembre 2019, créée par la généralisation des arrêts des ex-Intercités (appliquée à la suite de leur reprise par la région Hauts-de-France) et concomitamment par l'ajout de trains entre Amiens et Calais (là encore à l'initiative de la région).

## Service des voyageurs

### Accueil
Rue est une gare de la SNCF qui dispose d'un bâtiment voyageurs, avec guichet, ouvert tous les jours. Elle est équipée d'automates pour l'achat de titres de transport.
Un passage planchéié permet la traversée des voies et d'aller d'un quai à l'autre.

### Desserte

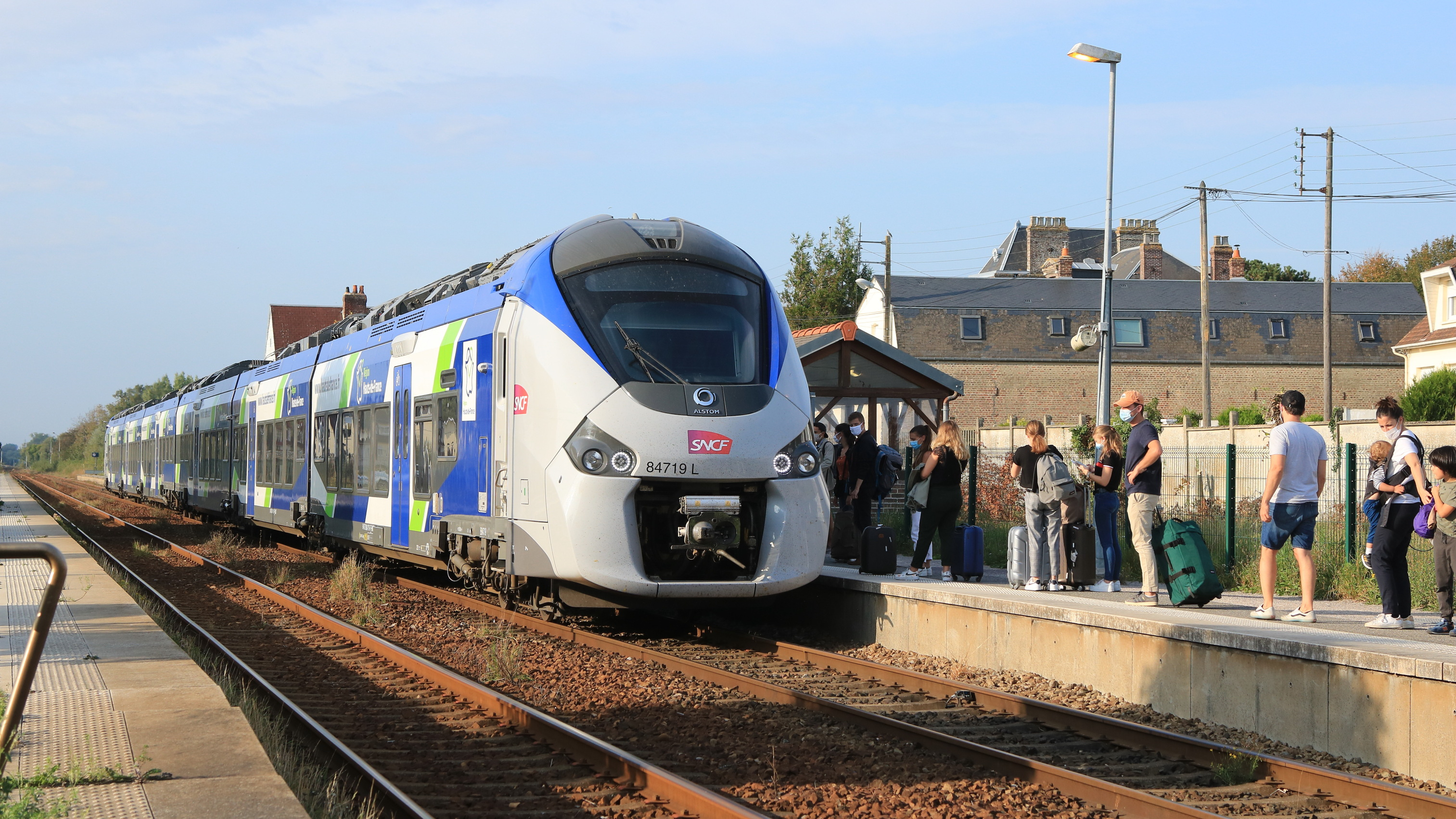
Régiolis assurant un TER Calais – Paris, un dimanche soir en septembre 2020.

Rue est desservie par des trains TER Hauts-de-France, qui effectuent des missions entre les gares de Paris-Nord, ou d'Amiens, et de Boulogne-Ville, ou de Calais-Ville, mais également entre Laon et Calais-Ville en été.

### Intermodalité
Un parc pour les vélos et un parking sont aménagés à ses abords.
En outre, la gare est desservie par les lignes 706 (uniquement en été), 709, 710 et 762 du réseau interurbain Trans'80.